# 7 Psychos
7 Psychos (Originaltitel: Seven Psychopaths) ist eine britische schwarze Komödie aus dem Jahr 2012. Martin McDonagh ist sowohl Regisseur, Produzent als auch Drehbuchautor des Films. Der Film hatte seine Weltpremiere am 7. September 2012 auf dem Toronto International Film Festival und war in Deutschland ab dem 6. Dezember 2012 in den Kinos zu sehen.

## Handlung
Der irische Drehbuchautor Marty versucht vergeblich, ein Drehbuch zu seinem neuen Filmprojekt Seven Psychopaths zu schreiben, von dem bisher nicht mehr als der Titel existiert. Sein arbeitsloser Freund Billy, ein Schauspieler, der gemeinsam mit Hans seinen Lebensunterhalt mit Hundeentführung und anschließendem Kassieren des Finderlohns bestreitet, versucht ihn dabei zu unterstützen: So schaltet er eine Zeitungsanzeige („Psychopathen gesucht“), auf die sich der im Ruhestand befindliche Serienmörder Zachariah meldet.
Als Billy den geliebten Hund Bonny, einen Shih Tzu, des Gangsterbosses Charlie stiehlt, wird Hans erwischt und von Charlies Männern verhört. Billy versteckt Bonny bei sich. Hans kann entkommen, da Charlies Männer von einem Killer erschossen werden, den die Medien Karo-Bube getauft haben: Karo-Bube tötet stets nur Mörder und lässt bei den Leichen diese Spielkarte zurück.
Charlie rächt sich, indem er Hans’ Ehefrau Myra im Krankenhaus erschießt. Der wenig später eintreffende Hans erkennt in dem sich entfernenden Charlie ihren Mörder.
Nach dem Anruf von Hans, der erklärt, dass der Hundebesitzer Charlie Myra erschossen hat, tötet Billy Angela, eine gemeinsame Geliebte von ihm und Charlie.
Marty, Billy und Hans flüchten vor Charlie mit Bonny in die Wüste. Sie wollen dort Martys Skript fertigstellen, sind sich aber über den Handlungsverlauf uneins. Das Auto, mit dem die drei in die Wüste gefahren sind, explodiert. Hans, der zuvor mit Billy ein Halluzinogen (in der Originalfassung Peyote, in der deutschen Übersetzung Pilze) eingenommen hatte, verlässt die Gruppe und läuft durch die Wüste zur nächsten Siedlung.
Charlie kommt – wie mit Billy, der den Aufenthaltsort verraten hatte, vereinbart – unbewaffnet in die Wüste, was Billy nicht glauben mag: er schießt auf Charlie, der eine Signalpistole bei sich trägt. Marty will den angeschossenen Charlie zu einem Arzt fahren, Hans trifft andernorts auf Charlies Männer. Billy feuert die Signalpistole ab, um ihren Standort zu verraten. Hans wird von Charlies Männern erschossen. Polizisten, die die flüchtenden Männer verfolgen, treffen auf Marty und Charlie und fahren weiter zu Billy – dem Karo-Buben – der im finalen Schusswechsel stirbt. Marty flüchtet und findet den erschossenen Hans, der ein Diktiergerät mit „seinem“ Drehbuchfinale in der Hand hält.
Marty adoptiert Bonny und stellt sein Drehbuch unter Berücksichtigung von Hans Ideen fertig. Nach der Veröffentlichung von 7 Psychos wird Marty von Zachariah angerufen, der ihn bedroht, weil er im Abspann seines Films nicht wie versprochen und bei seinem Leben geschworen eine Nachricht an Maggie hinterlassen hat. Als Zachariah hört, dass Marty sein Schicksal akzeptiert, erkennt er, dass die Erfahrung, den Film zu schreiben, ihn zu einem veränderten Menschen gemacht hat, und beschließt, ihn zu verschonen.

## Synchronisation
Die deutsche Synchronisation entstand nach einem Dialogbuch von Beate Klöckner unter ihrer Dialogregie im Auftrag der Christa Kistner Synchronproduktion GmbH in Potsdam.
| Rolle                    | Darsteller/in      | Synchronsprecher/in    |
| ------------------------ | ------------------ | ---------------------- |
| Marty Faranan            | Colin Farrell      | Tim Knauer             |
| Hans Kieslowski          | Christopher Walken | Bodo Wolf              |
| Billy Bickle             | Sam Rockwell       | Dietmar Wunder         |
| Charlie Costello         | Woody Harrelson    | Torsten Michaelis      |
| Zachariah Rigby          | Tom Waits          | Roman Kretschmer       |
| Junger Zachariah         | Brendan Sexton III |                        |
| Kaya                     | Abbie Cornish      | Anne Helm              |
| Angela                   | Olga Kurylenko     | Luise Helm             |
| Paulo                    | Željko Ivanek      | Oliver Siebeck         |
| Myra Kieslowski          | Linda Bright Clay  | Daniela Strietzel      |
| Vietnamesischer Priester | Long Nguyen        |                        |
| Mann mit Hut/Quäker      | Harry Dean Stanton | stumm                  |
| Gabby                    | Amanda Warren      |                        |
| Killer                   | James Hébert       | stumm                  |
| Dennis                   | Kevin Corrigan     | Nico Mamone            |
| Sharice                  | Gabourey Sidibe    | Philine Peters-Arnolds |
| Larry                    | Michael Pitt       | Tommy Morgenstern      |
| Tommy                    | Michael Stuhlbarg  | Gerrit Schmidt-Foß     |
| Blondes Callgirl         | Helena Mattsson    |                        |
| Nutte                    | Christine Marzano  | Sonja Spuhl            |

## Rezeption
„Der ironisch-selbstreflexive Thriller spielt mit Verweisen auf diverse Vorbilder sowie einem Reigen populärer Darsteller, was kurzzeitig unterhält, bald aber demselben Überdruss an immergleichen Genrestandards zum Opfer fällt, den der Film satirisch aufs Korn nehmen will.“

„Die Geschichte klingt ziemlich verrückt und wenn man weiß, dass Autor und Regisseur Martin McDonagh (‚Brügge sehen … und sterben?‘) dahinter steckt, sind die Erwartungen hoch. Doch trotz der guten Darsteller ist McDonagh mit dieser schwarzen Komödie weit übers Ziel hinausgeschossen. Hier ist, wie der Titel bereits vermuten lässt, nicht einmal eine Figur halbwegs normal. Und das strapaziert auf Dauer extrem die Nerven!“

„Ein großer Kommentar zu den Grenzen des Genrekinos ist ‚7 Psychos‘ […] nicht. McDonagh behält fest die Unterhaltung im Auge, was man erfrischend unelitär und für immerhin fast zwei Stunden Laufzeit auch unterhaltsam finden kann. Ohne den Ehrgeiz eines Statements steckt ‚7 Psychos‘ aber in einer Falle, die im Englischen mit dem Begriff middle brow bezeichnet wird. Zu schlau, um als Trash durchzugehen, zu unambitioniert, um als Kunstwerk zu interessieren.“

## Trivia
- Zuerst sollte Mickey Rourke die Rolle des Charlie spielen, wurde jedoch nach Streitigkeiten mit McDonagh durch Woody Harrelson ersetzt. In der Friedhofsszene ist als Referenz hierauf ein Grab mit dem Namen Rourke zu sehen.
- Crispin Glover hat einen Cameo-Auftritt in der Szene im Gerichtssaal.
- In einer Szene spricht Sam Rockwells Charakter „Bickle“ mit seinem Spiegelbild. Eine ähnliche Szene gibt es im Film Taxi Driver von 1976, in dem Robert De Niros Charakter ebenfalls Selbstgespräche vor einem Spiegel führt. Zudem tragen beide Charaktere den gleichen Nachnamen.